# Grammomys polionops
Grammomys polionops — вид гризунів родини мишевих (Muridae). Ареал: Ефіопія, Кенія, Танзанія.

## Таксономічні примітки
Вид відокремлена від G. dolichurus і включає G. minnae і нещодавно описаний G. brevirostris.